# Yannick Bolasie
Yannick Bolasie (født 24. maj 1989) er en fransk-congolesisk professionel fodboldspiller, som spiller for EFL Championship-klubben Swansea City og DR Congos landshold.

## Klubkarriere

### Tidlige karriere
Bolasie begyndte sin karriere hos Rushden & Diamonds med deres ungdomshold. Han fik dog ikke en mulighed på førsteholdet, så han flyttede til Hillingdon Borough i 2006, som på det tidspunkt spillede i Southern League. Efter få kampe med Hillingdom, skiftede han i 2007 til Floriana F.C. på Malta.

### Plymouth Argyle
Efter at have imponeret på Malta, fik Bolasie muligheden for at komme til prøvetræning for Plymouth Argyle, hvor at imponerede og fik en fast kontrakt.

#### Lejeaftaler
Bolasie blev udlejet til sin tidligere klub Rushden & Diamonds i 2008, blev igen udlejet i 2009, denne gang til Barnet.

#### Gennembrud
Efter sin lejeaftale hos Barnet fik Bolasie sit gennembrud hos Plymouth, og blev en vigtig spiller for klubben i 2010-11 sæsonen.

### Bristol City
Bolasie skiftede til Bristol City i juni 2011.

### Crystal Palace
Efter en enkelt sæson i Bristol ønskede Bolasie dog at skifte, da han gerne ville flytte tilbage til London. Dette gik i opfyldelse, da han skiftede til Crystal Palace i august 2012.
Bolasie scorede et hattrick imod Sunderland den 11. april 2015, hvor han blev den første Crystal Palace spiller nogensinde til at score et hattrick i Premier League.

### Everton
Bolasie skiftede til Everton i august 2016. Hans tid hos Everton var dog ingen succes, og spilletid var begrænset og han var ofte plaget af skader.

#### Lejeaftaler
Som resultat af den manglende spilletid hos Everton, blev Bolasie udlånt til flere klubber i løbet af sin tid i klubben. Han havde lejeafter til Aston Villa, Anderlecht, Sporting CP og Middlesbrough.

### Çaykur Rizespor
Bolasie skiftede i august 2021 til tyrkiske Çaykur Rizespor efter hans kontrakt var udløbet med Everton.

### Swansea City
Bolasie skiftede i november 2023 til Swansea City.

## Landsholdskarriere
Bolasie kunne vælge at repræsentere Frankrig, England eller DR Congo. Han valgte i marts 2013 at spille for DR Congo, og gjorde sin debut for landsholdet få dage senere, den 24. marts 2013.
Bolasie var del af DR Congo holdet som kom på tredjepladsen ved Africa Cup of Nations 2015 og til Africa Cup of Nations 2019.

## Privat
Bolasie er født i Lyon, Frankrig til forældre fra DR Congo. Han flyttede med sine forældre til London, England da han var kun 7 måneder gammel.